# Ruu (personaje)
Ruu es un padawan ficticio que aparece en diferentes historietas y novelas asociadas a la franquicia Star Wars.

## Historia de publicación
El personaje fue creado por la persona historietista y escritora Alyssa Wong, siendo presentado por primera vez al público en la historia corta "Rogue Element", que forma parte de la novela antología The High Republic: Tales of Light and Life. Un año más tarde hizo su primera aparición en un cómic de la franquicia, siendo introducido por Wong en colaboración con la dibujante Rachel Aragno, apareciendo en el cómic Star Wars: The High Republic Adventures - Crash Landing #1, publicado en marzo de 2024.
En junio de ese mismo año fue el personaje central de una de las diversas portadas variantes lanzadas a través de los cómics de Star Wars en celebración del Orgullo LGBT.

## Biografía ficticia
Ruu, un hombre trans de la especie Lucem, era un Padawan en el templo de Ciudad Coronet. Pidió a la Maestra Jedi Conithr que lo ayudara a cambiar su nombre en los registros Jedi y luego que fuera su maestra. Tras la destrucción del Faro Starlight, ambos rechazaron la convocatoria del Consejo Jedi para regresar a Coruscant y decidieron defender Corellia de los Nihil. En batalla, Conithr se sacrificó para salvar a Ruu, lo que lo desilusionó de la Orden Jedi. Ruu dejó de seguir las enseñanzas Jedi y se convirtió en asistente en el negocio de caramelos retorcidos de Hamatan mientras continuaba atacando a los Nihil, usando una de sus máscaras como disfraz.
En el año 229 ABY, Ruu mató a un grupo de Nihil que transportaban un nuevo droide carroñero, lo que llamó la atención de Alys Ongwa. Más tarde, Ongwa y Svi'no Atchapat visitaron su negocio y comentaron sobre sus heridas. Esa noche, Ruu encontró y atacó la fábrica de droides carroñeros, seguido por Ongwa y Atchapat, quienes lo convencieron de unirse a ellas para destruirla. Ruu compartió sus dudas sobre la Orden Jedi con las mujeres, quienes lo tranquilizaron diciendo que podía luchar por Corellia sin ser un Jedi. Lo invitaron a unirse a su equipo y él aceptó. Ruu empuñaba un sable de luz azul.